# Dlouhá Ves (Plzeň)
Dlouhá Ves é uma comuna checa localizada na região de Plzeň, distrito de Klatovy.